# Moutiers-au-Perche
Moutiers-au-Perche ist eine französische Gemeinde mit 370 Einwohnern (Stand: 1. Januar 2022) im Département Orne in der Region Normandie. Sie gehört zum Arrondissement Mortagne-au-Perche und zum Kanton Bretoncelles. Die Einwohner werden Monatériens genannt.

## Geographie
Die Gemeinde Moutiers-au-Perche liegt im Regionalen Naturpark Perche, etwa 60 Kilometer östlich von Alençon und etwa 25 Kilometer östlich von Mortagne-au-Perche am Fluss Corbionne. An der nördlichen Gemeindegrenze verläuft der Livier. Umgeben wird Moutiers-au-Perche von den Nachbargemeinden Le Mage im Nordwesten und Norden, Longny les Villages mit Neuilly-sur-Eure im Norden und Nordosten, Les Menus im Nordosten, Le Pas-Saint-l’Homer im Osten, La Madeleine-Bouvet im Südosten und Süden, Bretoncelles im Süden, Dorceau im Südwesten sowie Rémalard im Südwesten und Westen.

## Bevölkerungsentwicklung
| Jahr                       | 1962 | 1968 | 1975 | 1982 | 1990 | 1999 | 2006 | 2012 | 2021 |
| Einwohner                  | 590  | 550  | 532  | 525  | 507  | 506  | 452  | 434  | 375  |
| Quellen: Cassini und INSEE |      |      |      |      |      |      |      |      |      |

## Sehenswürdigkeiten

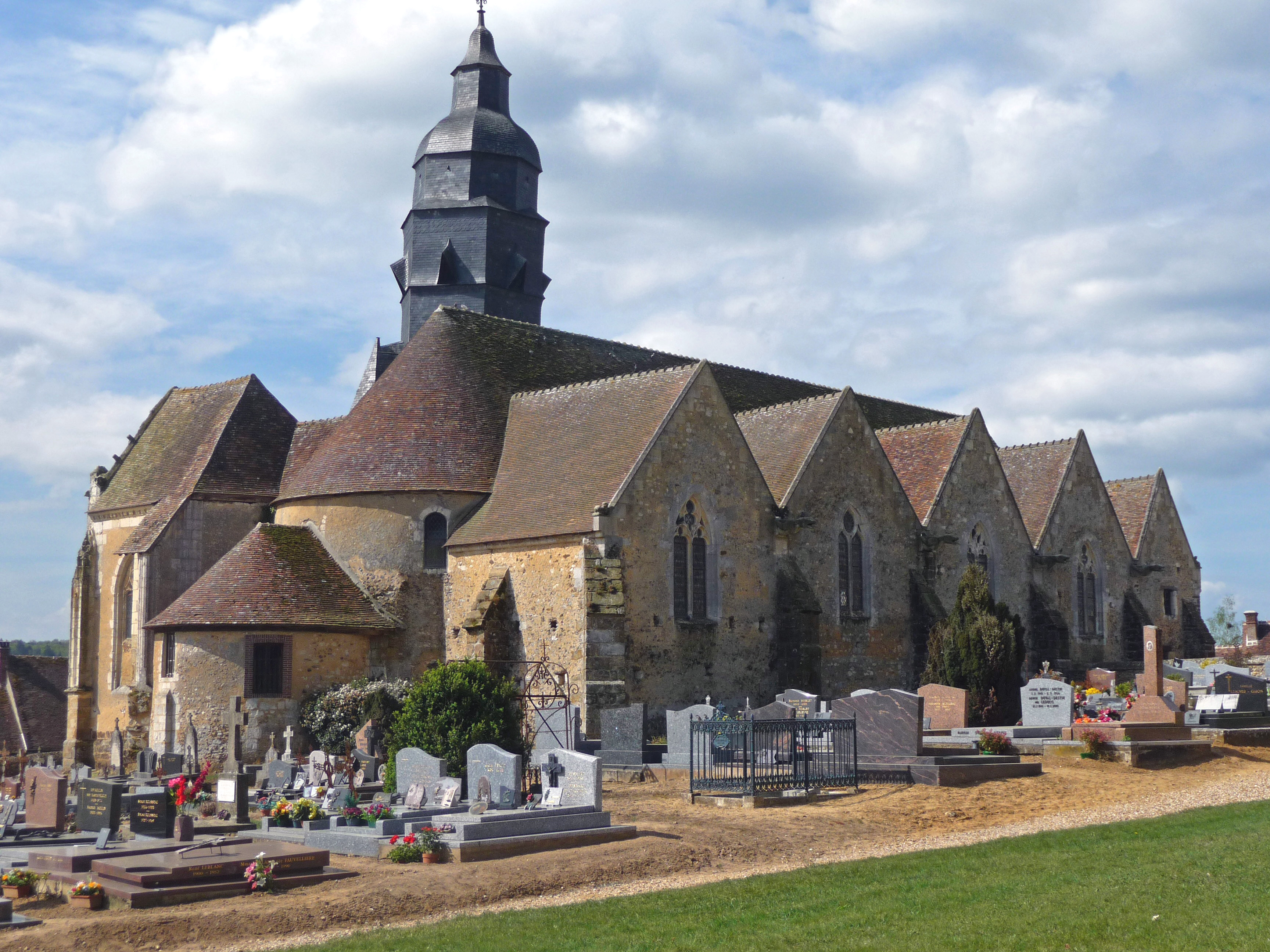
Kirche Notre-Dame du Mont-Harou

- Kirche Notre-Dame-du-Mont-Harou, teilweise aus dem 12., teilweise aus dem 14. Jahrhundert, Monument historique seit 1941
- Schloss Guilbault aus dem 19. Jahrhundert
- Herrenhaus von Beaubuisson aus dem 15. Jahrhundert
- Reste der alten
- Wasserturm

## Persönlichkeiten
- Henri Coiffait (1907–1989), Koleopterologe